# Artera canalului deferent
Artera canalului deferent ( artera deferențială) este o arteră la bărbați care furnizează sânge canalului deferent.

## Traseu
Artera ia naștere din artera vezicală superioară sau artera vezicală inferioară, care la rândul său apare din ramura anterioară a arterei iliace interne. Însoțește canalul deferent în testicul, unde se anastomozează cu artera testiculară. În acest fel, aceasta furnizează sânge testiculului și epididimului.
O ramură mică alimentează ureterul.

## Imagini suplimentare

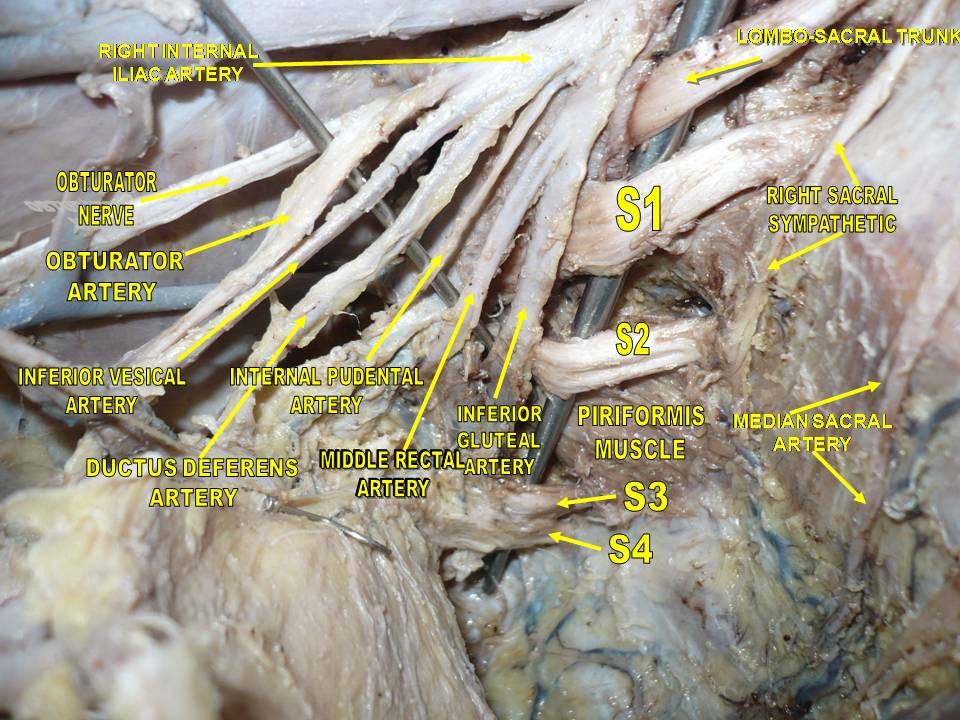
Arteria către canalul deferent. Disecția profundă. Vedere laterală.